# Hans Bartels
Hans Bartels, död 1662, var en tysk-svensk handelsman.
Bartels kom från Nordtyskland, tjänade hos handelsmannen Hans Gobbertz innan han 1624 blev borgare i Stockholm. Han ägnade sig därefter åt en omfattande manufakturhandel, främst med siden och andra dyrbara tyger. 1628 gifte han sig med en dotter till handelsmannen Lydert Bockelman. Hans Bartels blev mycket förmögen, och en mängd, de flesta överdrivna, sägner gick om hur han gått från en fattig yngling till att äga över hundra hus i staden. Vid hans död värderades hans efterlämnade bo till 118.827 daler kopparmynt, vilket var en betydande summa för en stockholmsborgare vid den tiden, men inte så fantastisk som skrönorna gjort gällande. Sonen, Lydert Bartels, kom att bli en framgångsrik köpman och adlades 1683 Adlersköld.